# Ахмедов, Абдуллоджан
Абдуллоджан Ахмедов (род. 10 сентября 1939, Кагановичабадский район) — советский таджикский хозяйственный, государственный и политический деятель.

## Биография
Родился в 1939 году в селе имени Фрунзе. Член КПСС с 1971 года.
С 1964 года — на хозяйственной, общественной и политической работе. В 1964—2005 годы — мастер, начальник участка, начальник строительно-монтажного управления, главный инженер, начальник ПМК в районах Вахшской долины, председатель Колхозабадского райисполкома, председатель КНК Курган-Тюбинской области, первый секретарь Колхозабадского райкома КПТ. Министр мелиорации и водного хозяйства Таджикской ССР. Председатель Госкомнефтепродуктов, первый секретарь Вахшского райкома КПТ, председатель Курган-Тюбинского облисполкома. Заместитель министра сельского хозяйства Таджикистана. Председатель «Таджикрисобъединения».
Избирался депутатом Верховного Совета Таджикской ССР 9-го и 11-го созывов.
Живёт в Душанбе.